# Stille Nacht – Horror Nacht
Stille Nacht – Horror Nacht ist ein US-amerikanischer Slasher-Film von Charles E. Sellier Jr. aus dem Jahr 1984.

## Handlung
1971 besucht der fünfjährige Billy Chapman seinen katatonischen Großvater im Pflegeheim. Als seine Eltern kurz den Raum verlassen, um mit dem Arzt das weitere Vorgehen zu besprechen, erwacht der Großvater aus seinem Zustand, packt Billy und warnt ihn vor dem Weihnachtsmann, der komme um Kinder, die nicht brav waren, zu bestrafen. Als seine Eltern den aufgelösten Billy finden, ist sein Großvater wieder katatonisch. Auf der Rückfahrt treffen sie auf einen Verbrecher, der als Weihnachtsmann verkleidet ist. Dieser täuscht eine Panne vor. Als dies Billys Vater bemerkt, erschießt der Verbrecher ihn. Billy flieht in den Wald und muss mitansehen, wie der Verbrecher zunächst versucht seine Mutter zu vergewaltigen und als dies nicht gelingt, ihr die Kehle durchschneidet.
Drei Jahre später befinden sich Billy und sein Bruder in einem von Nonnen geführten Waisenhaus. Die Mutter Oberin hält nichts von verweichlichter Pädagogik. Als Billy ein Pärchen beim Sex beobachtet, wird nicht nur das Pärchen, sondern auch er schwer bestraft. An Weihnachten will ihr die Mutter Oberin zudem sein Trauma austreiben und zwingt ihn, auf dem Schoß des Weihnachtsmanns Platz zu nehmen. Billy dreht durch und schlägt den Weihnachtsmann nieder.
1984, mit 18 Jahren verlässt Billy das Waisenhaus. Schwester Margret vermittelt ihm einen Job im Lager eines Spielzeugladens. Dort lebt sich Billy gut ein, hat nur etwas Ärger mit dem Vorarbeiter. Doch an Weihnachten soll er die Rolle des Weihnachtsmannes übernehmen. Wider Erwarten geht der Tag gut zu Ende und der Chef organisiert eine große Feier. Billy, immer noch im Weihnachtsmannkostüm, versucht eine gute Zeit zu haben. Als er im Lager jedoch seinen Vorarbeiter mit der attraktiven Pamela erwischt, der gerade versucht sie zu vergewaltigen, erinnert er sich an die verhängnisvolle Nacht vor 13 Jahren. Er tötet seinen Arbeitskollegen und anschließend auch Pamela. Es folgen sein Chef und dessen Sekretärin. Anschließend läuft er weiter Amok und beginnt wahllos Leute in der Stadt zu töten.
Schwester Margret hört von der Mordwelle und versucht der Polizei zu helfen. Sie vermutet, dass Billy auf dem Weg zum Waisenhaus ist, um sich an der Mutter Oberin zu rächen. Polizist Barnes rast zum Waisenhaus. Irrtümlich erschießt er jedoch den tauben Vater O’Brien, der sich als Weihnachtsmann verkleidet hat, um den Kindern eine Freude zu machen. Trotz dieser Tat bleibt Barnes weiter vor Ort und bewacht das Waisenhaus. Er wird jedoch von Billy getötet. Anschließend betritt dieser das Waisenhaus und will die Mutter Oberin töten. Er wird schließlich von hinten erschossen. Sein Bruder Ricky muss dies alles mitansehen.

## Synchronisation
| Rolle                     | Darsteller          | Synchronsprecher      |
| ------------------------- | ------------------- | --------------------- |
| Billy (18)                | Robert Brian Wilson | Sven Hasper           |
| Mutter Oberin             | Lilyan Chauvin      | Christel Merian       |
| Schwester Margaret        | Gilmer McCormick    | Sabine Sebastian      |
| Pamela                    | Toni Nero           | Bea Tober             |
| Mordender Weihnachtsmann  | Charles Dierkop     | Thomas Wolff          |
| Andy                      | Randy Stumpf        | Uwe Büschken          |
| Mr. Sims                  | Britt Leach         | Hans-Werner Bussinger |
| Ellie, Mutter             | Tara Buckman        | Judith Brandt         |
| Großvater                 | Will Hare           | Otto Czarski          |
| Jim, Vater                | Geoff Hansen        | Mathias Einert        |
| Mr. Levitt, Ladenbesitzer | Eric Hart           | Michael Christian     |
| Officer Barnes            | Max Robinson        | Michael Christian     |
| Captain Richards          | H.E.D. Redford      | Gerd Holtenau         |
| Cindy                     | Amy Styvesant       | Anna Predleus         |
| Mrs. Helen Randall        | Nancy Borgenicht    | Constanze Harpen      |

## Produktion
Der Film wurde von TriStar Pictures produziert. Die Dreharbeiten fanden im Winter 1983 in Salt Lake City und Heber City, Utah unter dem Produktionstitel Slayride statt. Das Budget betrug 750.000 US-Dollar.

## Veröffentlichung
Stille Nacht – Horror Nacht startete am 9. November 1984 in 398 Kinos in den Vereinigten Staaten. In dem Eröffnungswochenende spielte er 1.342.800 US-Dollar ein Insgesamt spielte er in zwei Wochen 2.491.460 US-Dollar ein. Damit erreichte er Platz 8 der US-Kino-Charts und platzierte sich zwei Plätze vor Nightmare – Mörderische Träume, der am gleichen Wochenende startete (jedoch in wesentlich weniger Kinos lief). Allerdings verschwand Stille Nacht – Horror Nacht nach zwei Wochen aus den Kinos, während Nightmare – Mörderische Träume später insgesamt 26 Millionen US-Dollar einspielen sollte.
In Deutschland kam der Film nicht ins Kino, sondern wurde von VPS als Verleihvideo veröffentlicht. Diese Version war um drei Minuten geschnitten, erhielt jedoch dennoch eine FSK-Freigabe ab 18 Jahren. Die VHS wurde ein Jahr später von der Bundesprüfstelle für jugendgefährdende Schriften indiziert und erhielt 2013 eine Folgeindizierung. Die Indizierung wurde 2018 aufgehoben. Nach einer FSK-Neuprüfung wurde die ungeschnittene Fassung schließlich mit „Keine Jugendfreigabe“ freigegeben.

## Kontroverse
In den Vereinigten Staaten löste der Film eine kleine Kontroverse aus. Die Catholic Conference besprach die Vorweihnachtsfilme und vergab an Stille Nacht – Horror Nacht ein „O“ für „morally offensive“. Die MPAA vergab ein R-Rating („Jugendliche nur in Begleitung Erwachsener“). Nach einer Reihe von schlechten Reviews und kurz nach dem Kinostart entbrannte ein Protest gegen den Film, der sich im Wesentlichen auf zwei Punkte stützte: die Darstellung der Religion im Film sowie der allgemeine Umgang mit Weihnachten, der dazu geneigt sei, das Weihnachtsfest für die Kinder zu ruinieren. Nicht hilfreich war ein Trailer im Fernsehen, der Billy axtschwingend im Weihnachtsmannkostüm zeigte. Nachdem es der aufgebrachten Masse nicht gereicht hatte, dass der Trailer aus dem Programm genommen wurde, entschloss sich Tri-Star, den Film, trotz eines gelungenen Kinostarts, aus dem Programm zu nehmen.

## Kritiken
Der Film gilt generell als eher schlecht und wurde insbesondere bei Erscheinen von den Kritikern verrissen. Unter Horrorfans gilt der Stille Nacht – Horror-Nacht jedoch heute als Kultfilm und Klassiker des Slasher-Genres. Frank Trebbin schrieb: „Dieser nicht uninteressante und hübsch grimmige Stalk’n-Slash-Streifen kann mit einigen klar herausgearbeiteten Freudschen Motiven aufwarten. Dies verdeckt jedoch nicht die Tatsache, daß die Produzenten von „Stille Nacht, Horror Nacht“ lediglich billige Sensationsmache durch das überstrapazierte Santa-Claus-Haß-Thema und somit einen schnellen Cash-In im Sinn hatten. (…). Allzu ernst sollte man diesen reinen Exploiter (…) nicht nehmen“. Das Lexikon des internationalen Films bezeichnete den Film als „Blutiger und abgeschmackter Horrorfilm.“

## Fortsetzungen
Trotz des Protestes und nach dem kleinen Erfolg des ersten Teils erschien 1987 mit Stille Nacht, Horror Nacht Teil 2 ein zweiter Teil als Kino-Fortsetzung, bevor 1989 der dritte Teil Silent Night, Deadly Night 3: Better Watch Out! lediglich auf Video erschien. In beiden Teilen ist der Protagonist Billys kleiner Bruder Ricky, der zum Mörder wird. Es folgten 1990 mit Welcome to Hell – Das letzte Ritual (Silent Night, Deadly Night 4: Initiation) ein vierter und 1991 mit Toys – Tödliches Spielzeug (OT: Silent Night, Deadly Night 5: The Toy Maker) ein fünfter Teil, die jedoch mit den Vorgängern nichts mehr außer dem (Original-)Titel gemein hatten.
2012 erschien ein lose auf dem Film basierendes Remake namens Silent Night – Leise rieselt das Blut von Regisseur Steven C. Miller mit Malcolm McDowell und Jaime King in den Hauptrollen.